# Ankarsrums bruk

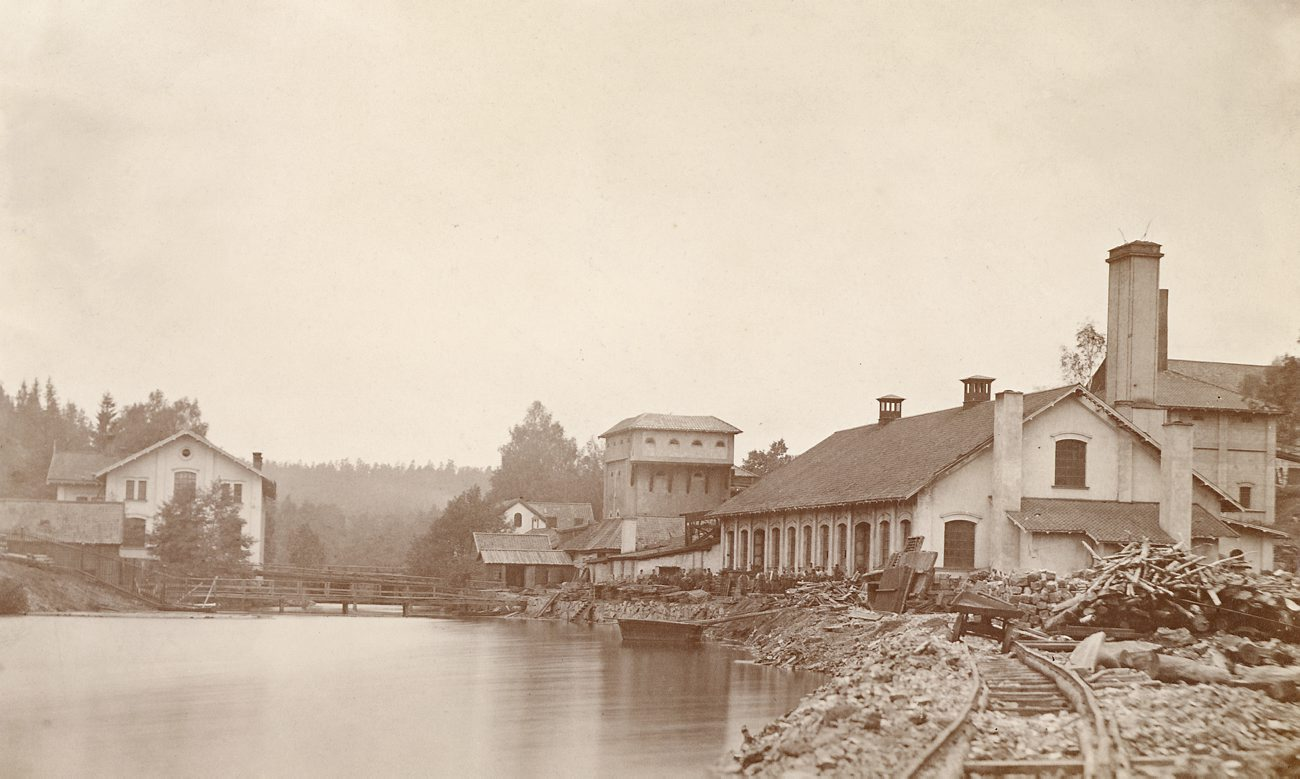
Ankarsrums Bruk, omkring 1880.

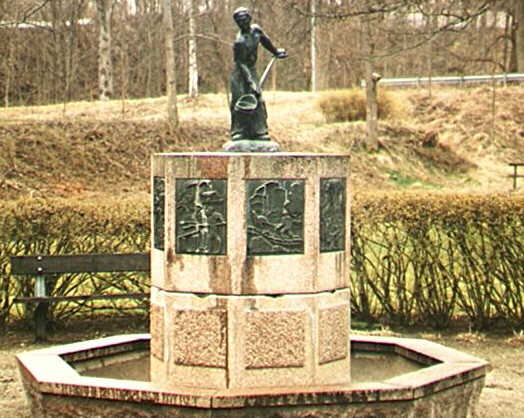
Minnesmärke utfört av Erik Reimhult och rest vid Ankarsrums bruks 300-årsjubileum.

Ankarsrums bruk, numera Ankarsrum Industries AB, är en svensk mekanisk verkstad.

## Historia

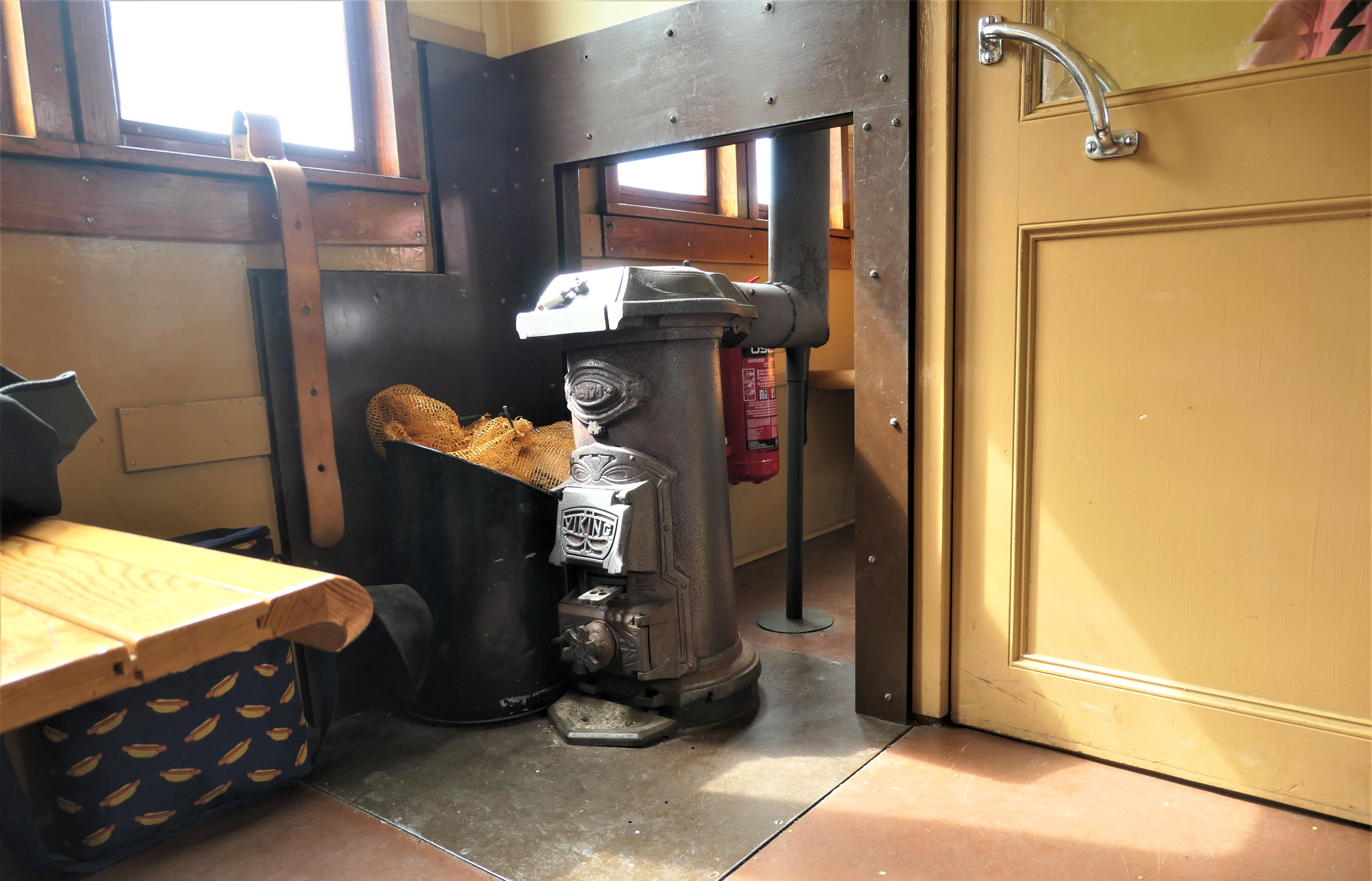
Vedkaminen Viking nr. 171 på Skånska Järnvägars Personvagn SJ EC3a 9058.

Ursprunget till dagens företag var ett järnbruk som grundades 1655. Landshövdingen Gabriel Gyllenanckar erhöll 1655 tillstånd att anlägga en masugn och en tackjärnshammare vid sitt gods i Ankarsrum i Hallingebergs socken i nuvarande Västerviks kommun. Vid hans död övertogs bruket av sonen Bengt Gyllenankar, som sålde det till brukspatronen Hans Andersson i Västervik. Denne lät uppföra två tackjärnshammare och fyra smideshammare vid bruket. Efter sin död 1724 gick bruket i arv till hans dotter Anna, gift med handelsmannen Anders Nilsson, för sina insatser för provianteringen åt Karl XII:s armé under fälttåget mot Norge adlad Cederflycht. Deras barn avled före dem, och bruket gick därför i arv till barnen till Anna Cederflychts äldre syster, Maria Lindbom, gift Bauman. Brukspatron blev Maria Lindboms sonson Peter Christoffer Bauman, senare adlad Cederbaum. Han fick inga egna barn men adopterade styvsonen Peter Reincke. Efter en arvstvist gick han dock miste om Ankarsrums bruk, som i stället gick till Peter Christoffer Cederbaums kusin, Balzar Georg Hoppenstedts dotter Emerentia, gift med prosten Anders Bäckerström. Efter hennes död 1817 ärvdes godsen av hennes brorsbarn, barn till borgmästaren i Kalmar Balzar Elias Hoppenstedt. Av dessa var dottern Emerentia sedan 1797 gift med bergsrådet Jacob Gustaf de Maré, vilken kom att överta bruksdriften. Sedan sonen Anders Baltzar de Maré 1821 tagit över driften utvecklades produktionen, och man började bland annat även tillverka gjutjärn.
Vid stångjärnshammaren fanns ursprungligen ingen masugn, utan tackjärnet framställdes vid andra bruk runt Ankarsrum. Först 1828 anlades en masugn i Ankarsrum. Järnmalmen transporterades sedan till Ankarsrum bland annat via den närliggande hamnen i Verkebäck och det färdiga stångjärnet gick samma väg ut. I mitten av 1800-talet övergick Ankarsrums bruk till att bli ett manufakturverk med eget gjuteri. År 1904 omfattade Ankarsrums bruk masugn, martinverk, smältsmedja med 6 lancashirehärdar, grov- och finvalsverk, ånghammare, gjuteri, mekanisk verkstad, emaljverk, spik och manufaktursmedja.
Ankarsrums bruk tillverkade bland annat gjutjärnsgods, spisar, kaminer och badkar. En serie gjutjärnsspisar som blev välkänd kallades "Viking".
År 1968 såldes Ankarsrum bruk till Electrolux och vid denna tid lades spistillverkningen i Ankarsrum ned. Ankarsrum fokuserade på elektriska motorer, köksmaskiner och pressgjutning.
År 2001 köptes fabriken i Ankarsrum av AB Traction och företaget fick ett nytt namn, Ankarsrum Industries AB.
År 2009 strukturerades verksamheten i tre dotterbolag, Ankarsrum Assistent AB, Ankarsrum Motors AB och Ankarsrum Die Casting AB. Gjuteriverksamheten bedrivs i det sistnämnda bolaget. Ankarsrum Assistent AB heter sedan 2013 Ankarsrum Kitchen AB. Detta bolag säljer hushållsmaskinen Assistent Original, Ankarums klassiska hushållsmaskin, vilken ursprungligen togs fram som Electrolux Assistent.